# Малотт (Вашингтон)
Малотт (англ. Malott) — переписна місцевість (CDP) в США, в окрузі Оканоган штату Вашингтон. Населення — 464 особи (2020).

## Географія
Малотт розташований за координатами 48°17′31″ пн. ш. 119°41′44″ зх. д. / 48.29194° пн. ш. 119.69556° зх. д. (48.291819, -119.695593).  За даними Бюро перепису населення США в 2010 році переписна місцевість мала площу 4,77 км², уся площа — суходіл.

### Клімат
| Клімат : Малотт         | Клімат : Малотт | Клімат : Малотт | Клімат : Малотт | Клімат : Малотт | Клімат : Малотт | Клімат : Малотт | Клімат : Малотт | Клімат : Малотт | Клімат : Малотт | Клімат : Малотт | Клімат : Малотт | Клімат : Малотт | Клімат : Малотт |
| Показник                | Січ.            | Лют.            | Бер.            | Квіт.           | Трав.           | Черв.           | Лип.            | Серп.           | Вер.            | Жовт.           | Лист.           | Груд.           | Рік             |
| Абсолютний максимум, °C | 16,1            | 16,1            | 20,0            | 31,7            | 36,7            | 38,3            | 41,7            | 39,4            | 38,3            | 29,4            | 17,2            | 16,1            | 41,7            |
| Середній максимум, °C   | −0,9            | 2,8             | 10,4            | 17,6            | 23,2            | 27,3            | 32,9            | 31,2            | 26,7            | 17,5            | 6,1             | 2,2             | 16,4            |
| Середній мінімум, °C    | −9              | −7,9            | −3              | 1,1             | 6,1             | 8,8             | 10,9            | 10,6            | 5,7             | 0,9             | −3,2            | −6,4            | 1,2             |
| Абсолютний мінімум, °C  | −28,9           | −30             | −17,8           | −8,3            | −6,1            | 0,0             | 2,2             | 2,8             | −1,7            | −7,8            | −20             | −22,2           | −30             |
| Норма опадів, мм        | 52              | 24              | 26              | 26              | 24              | 42              | 11              | 20              | 7               | 37              | 35              | 38              | 341             |
| Днів з опадами          | 9               | 3               | 4               | 3               | 6               | 5               | 2               | 3               | 1               | 5               | 7               | 7               | 55,0            |
| ----------------------- | --------------- | --------------- | --------------- | --------------- | --------------- | --------------- | --------------- | --------------- | --------------- | --------------- | --------------- | --------------- | --------------- |
| Джерело:                |                 |                 |                 |                 |                 |                 |                 |                 |                 |                 |                 |                 |                 |

## Демографія
Згідно з переписом 2010 року, у переписній місцевості мешкало 487 осіб у 189 домогосподарствах у складі 123 родин. Густота населення становила 102 особи/км².  Було 221 помешкання (46/км²).
Расовий склад населення:
| - 81,3 % — білих - 5,1 % — корінних американців - 0,2 % — азіатів - 10,3 % — осіб інших рас |

До двох чи більше рас належало 3,1 %. Частка іспаномовних становила 18,1 % від усіх жителів.
За віковим діапазоном населення розподілялося таким чином: 23,6 % — особи молодші 18 років, 61,2 % — особи у віці 18—64 років, 15,2 % — особи у віці 65 років та старші. Медіана віку мешканця становила 41,1 року. На 100 осіб жіночої статі у переписній місцевості припадало 102,1 чоловіків;  на 100 жінок у віці від 18 років та старших — 105,5 чоловіків також старших 18 років.
Середній дохід на одне домашнє господарство  становив 38 480 доларів США (медіана — 35 286), а середній дохід на одну сім'ю — 39 389 доларів (медіана — 35 643). За межею бідності перебувало 43,5 % осіб, у тому числі 60,7 % дітей у віці до 18 років та 0,0 % осіб у віці 65 років та старших.
Цивільне працевлаштоване населення становило 311 осіб. Основні галузі зайнятості: роздрібна торгівля — 22,2 %, сільське господарство, лісництво, риболовля — 20,3 %, освіта, охорона здоров'я та соціальна допомога — 11,6 %, оптова торгівля — 11,3 %.